# Akcent (rumuński zespół muzyczny)
Akcent – rumuński zespół muzyczny tworzący muzykę dance i pop, powstały w 1999 roku.

## Historia
Rumuński zespół Akcent powstał w 1999. Stworzył go Adrian Claudiu Sînă, DJ z radia Contact, który tym samym rozpoczął własny projekt. Chwilę potem dołączyła do niego Ramona Barta i razem wydali album Senzatzia („Sensation”). Singiel z płyty „Ultima vară” („Last summer”) stał się przebojem rumuńskiej listy przebojów. Dwa lata później, w 2001 zespół przeszedł reorganizację. Dotyczyła ona nie tylko składu, który stworzyli sami mężczyźni, ale również stylu muzyki i samego wyglądu. Wydali oni swój pierwszy album În culori („In Bright Colors”), a singiel „Ți-am Promis” („I Promised you”) promował płytę. Album bardzo szybko uzyskał status platynowej płyty.
Po dwóch latach od swojego pierwszego albumu Akcent wydał kolejny 100 BPM, który oznaczał puls człowieka w trakcie pocałunku. Album promowały single „Buchet de trandafiri” („Rose Bouquet”) i „Suflet pereche” („Soul Mate”). W 2004 został podpisany kontrakt z wytwórnią Media Records Italy. Wydali ponadto singiel „Azi plang numai eu” („I’m the only one crying today”), który został zamieszczony na kompilacji Gigi d’Agostino Benessere. Wydali również swój trzeci album Poveste de viață („Life story”). Międzynarodowy sukces zespołu przyniósł z kolei album S.O.S.. Singiel „Dragoste de inchiriat”, wydany w Europie jako „Kylie”, zajmował pierwsze miejsca na listach przebojów Holandii, Francji, Finlandii, Grecji czy też Turcji. Zaraz po tym wydarzeniu w 2006 wydali kolejny, przeznaczony już na międzynarodowy rynek, album French Kiss with Kylie, który zawierał hity „Kylie”, „JoKero”, „French Kiss”. Resztę roku Akcent spędził na tournée po Rosji.
Po powrocie do kraju w 2007 zespół rozpoczął pracę nad albumem w stylu lat 80. King of Disco to tytuł zarówno albumu, jak i tytuł singla promującego tę płytę. W tym samym roku sporo czasu zespół spędził na promocji w Polsce, Rosji oraz na północy Europy. W 2008 Marius Nedelcu opuścił zespół, aby rozpocząć solową karierę. Opóźniło to nieco wydanie ich nowego singla „Umbrela ta” („Your Umbrella”), który ukazał się w sieci. Reszta zespołu, czyli trójka Adrian Claudiu Sînă, Mihai Gruia oraz Sorin Ștefan Brotnei nagrała również singiel „Stay with Me”, wydany w kilku wersjach, w zależności od kraju wydania.
W sierpniu 2013 w wyniku konfliktu dotyczącego praw do nazwy AKCENT, Mihai i Sorin przegrali sprawę w sądzie o prawa do zespołu z Adrianem. Ostatecznie w grupie pozostał tylko Adrian Sînă, wykonujący muzykę nadal pod tą nazwą.

## Dyskografia

### Albumy
- 2000: Senzatzia
- 2002: În culori
- 2003: 100 BPM
- 2004: Poveste de viață
- 2005: S.O.S.
- 2006: Primul Capitol
- 2006: French Kiss with Kylie
- 2008: King of Disco
- 2009: Fara Lacrimi
- 2009: True Believers
- 2016: Love The Show

### Single
- „Ultima vară” (2000)
- „Ți-am promis” (2002)
- „Prima iubire” (2002)
- „French Kiss” (2002)
- „În culori” (2002)
- „Buchet de trandafiri” (2003)
- „Suflet pereche” (2003)
- „Azi Plang Numai Eu (I’m the Only One Crying Today)” (2004)
- „Poveste de viață” (2004)
- „Spune-mi (Hei Baby)” (2004)
- „Dragoste de inchiriat/Kylie” (2005)
- „Jokero” (2005)
- „Kylie" (2006)
- „9 Mai"/French Kiss (2006)
- „Phonesex” (2007)
- „King of Disco” (2007)
- „Let's Talk About It” (2007)
- „Umbrela ta” (2008)
- „Stay with me” (2008)
- „On and On” (2008)
- „Lover's Cry” (2008)
- „That's My Name” (2009)
- „Happy People Happy Faces” (2009)
- „How Deep Is Your Love” (2009)
- „Make Me Shiver (Wanna Lick Your Ear)” (2010)
- „Love Stoned" (2010)
- „Spanish Lover” (feat. Dollarman) (2010)
- „My Passion” (2010)
- „Feelings On Fire” (feat. Ruxandra Bar) (2011)
- „Angel” (Adrian Sînă feat. Sandra N.) (2011)
- „I'm Sorry” (2011)
- „Chimie Intre Noi” (2012)
- „Arde ceva” (2013)
- „Boracay” (2013)
- „Lacrimi Curg” (2013)
- „Faina” (Adrian Sînă feat. Liv) (2014)
- „Dilemma” (Adrian Sînă feat. Meriam) (2015)
- „Te Quiera” (Adrian Sină z Galena) (2015)
- „Rita” (2018)
- „Si Me Quieres” (2019)
- „Tu M as Promis” (gościnnie: Izette) (2020)
- „Heart Attack”[2] (oraz Olivia Addams) (2021)